# ثابت گازها
| مقدارهایR         | واحدها (V·P·T-1·n-1)  |
| ----------------- | --------------------- |
| ۸٫۳۱۴۴۷۲          | J·K−1·mol−1           |
| ۰٫۰۸۲۰۵۷۴۵۸۷      | L·atm·K−1·mol−1       |
| ۸٫۲۰۵۷۴۵۸۷ × 10−5 | m3·atm·K−1·mol−1      |
| ۸٫۳۱۴۴۷۲          | cm3·MPa·K−1·mol−1     |
| ۸٫۳۱۴۴۷۲          | L·kPa·K−1·mol−1       |
| ۸٫۳۱۴۴۷۲          | m3·Pa·K−1·mol−1       |
| ۶۲٫۳۶۳۷           | L·mmHg·K−1·mol−1      |
| ۶۲٫۳۶۳۷           | L·Torr·K−1·mol−1      |
| ۸۳٫۱۴۴۷۲          | L·mbar·K−1·mol−1      |
| ۱٫۹۸۷             | cal·K−1·mol−1         |
| ۶٫۱۳۲۴۴۰          | lbf·ft·K−1·g·mol−1    |
| ۱۰٫۷۳۱۶           | ft3·psi· °R−1·مول−1   |
| ۰٫۷۳۰۲            | ft3·atm·°R−1·lb-mol−1 |
| ۱۷۱۶ (فقط هوا)    | ft·lb·°R−1·slug−1     |
| ۲۸۶٫۹ (فقط هوا)   | N·m·kg−1·K−1          |
| ۲۸۶٫۹ (فقط هوا)   | J·kg−1·K−1            |
| ۹۹۹               | ft3·mmHg·K−1·lb-mol−1 |

ثابت جهانی گاز یا گازها (به انگلیسی: Universal Gas Constant) که همچنین با عنوان‌هایی مانند ثابت گاز جهانی، ایده‌ال و مولی نیز از آن یاد می‌شود، یک ثابت فیزیکی است که با نماد R نشان می‌دهند و در معادله نرنست، معادله بولتزمن و از همه مهم‌تر در معادله گاز ایده‌آل نیز کاربرد دارد و مقدارش در واحدهای SI برابر است با
R = 8.314472(15) J · K-1 · mol-1
دو عدد درون پرانتز اعدادی هستند که دربارهٔ آنها شک و شبهه وجود دارد؛ و مقدار آن از طریق معادله گاز آرمانی بدست می‌آید:
{\displaystyle PV=nRT\!}
یا
{\displaystyle P={\frac {nRT}{V}}={\frac {RT}{V_{\rm {m}}}}}
که در آن
{\displaystyle P\,\!} فشار مطلق
{\displaystyle T\,\!} دمای مطلق
{\displaystyle V\,\!} حجم گاز
{\displaystyle n\,\!} مقدار اجزای سازنده (برحسب مول)
{\displaystyle V_{\rm {m}}\,\!} حجم مولی

## ثابت بولتزمن
برای بدست آوردن ثابت عمومی گازها از طریق ثابت بولتزمن kB باید از فرمول زیر تبعیت کرد:
{\displaystyle \qquad R=N_{A}k_{B}\,\!},
که در آن {\displaystyle N_{A}} عدد آووگادرو است

## ثابت ویژه گاز
ثابت ویژه گاز({\displaystyle {\bar {R}}}) از تقسیم ثابت عمومی گاز بر جرم مولی بدست می‌آید یا به عبارت ریاضی
{\displaystyle {\bar {R}}={\frac {R}{M}}}
که ثابت ویژه گاز مثلاً در سرعت صوت کاربرد دارد ثابت ویژه گاز برای هوای خشک برابر است با
{\displaystyle {\bar {R}}_{\mathrm {dry\,air} }=287.05{\frac {\mbox{J}}{{\mbox{kg}}\cdot {\mbox{K}}}}}